# Amithao pyrrhonotus
Amithao pyrrhonotus är en skalbaggsart som beskrevs av Hermann Burmeister 1842. Amithao pyrrhonotus ingår i släktet Amithao och familjen Cetoniidae. Inga underarter finns listade i Catalogue of Life.